# Millencolin
Millencolin je švédská punk rocková kapela s prvky skate punku a dříve i ska punku. Byla zformovaná v roce 1992 Švédem srbského původu a baskytaristou kapely Nikolou Sarcevicem a kytaristy také ze Švédska Mathiasem Färmem a Erikem Ohlssonem. Název kapely je odvozen od skateboardového triku v angličtině jako "melancholy". I když jde o čistě švédské uskupení, tak kapela zpívá v angličtině.

## Historie
Kapela prvotně vydala své demo v roce 1993 s názvem Goofy, kde baskytarista Sarcevic i zpíval a na kytaru hrál pouze Ohlsson, jelikož na bicí hrál tehdy Färm. Hned poté se ke kapele přidal bubeník Larzon, díky čemuž mohl Färm začít hrát aktivně jako druhý kytarista. Toto uskupení od tehdy hraje ve čtyřech a jako jedna z mála kapel se může pyšnit tím, že tato stejná sestava jim zůstala celou jejich aktivní existenci. Před rokem 1994 kapela hrála převážně covery jiných písní a vydávala své vlastní počiny na EP. Právě v roce 1994 dali to nejlepší dohromady a vytvořili své první album Tiny Tunes u studia Burning Heart. Začalo turné po Skandinávii po němž kapela v roce 1995 vydala druhé album Life on a Plate.
Tenkrát se sestava podívala i mimo severské evropské státy. Tehdy si kapely všimlo americké studio Epitaph založené Brettem Gurewitzem z kapely Bad Religion, které chtělo jejich druhé album vydat i v Americe, s čímž souhlasila. Pod Epitaphem vyšlo v roce 1997 album For Monkeys a v roce 2000 vyšla zřejmě nejúspěšnější sestava nahrávek Pennybridge Pioneers. S ním následoval obrovský úspěch a první turné po světě. Během něho psali písně pro album vydané v roce 2002 Home from home. O rok později byli vyhlášení jako nejlepší švédská rocková kapela. V roce 2005 následovali Kingwood a 2007 Machine 15.
Vystoupili i v jejich rodném Örebru, kde hráli ve skate parku jako podporu pro skateboardisty a pro město. V roce 2009 napsali i hymnu pro místní fotbalový klub.
V únoru 2015 oznámili nové album True Brew, které vyšlo tentýž rok v dubnu.
23. srpna 2016 se kapela v rámci festivalu Prague Sounds Good! podívala do Prahy spolu s kapelami Sum 41, Pennywise a NOFX.
Kapela 15. února 2019 vydala po čtyřech letech nové album SOS, se kterým zahájila světové tour po Austrálii a západní Evropě.

## Členové kapely
- Nikola Sarcevic (* 9. července 1974)
- Mathias Färm (* 9. září, 1974)
- Erik Ohlsson (* 2. července, 1975)
- Fredrik Larzon (* 25. dubna, 1973)

## Diskografie
- Tiny Tunes (1994) (vydáno znovu jako Same Old Tunes v roce 1998)
- Life on a Plate (1995)
- For Monkeys (1997)
- Pennybridge Pioneers (2000)
- Home from Home (2002)
- Kingwood (2005)
- Machine 15 (2008)
- True Brew (2015)
- SOS (2019)